# Kæmpegran
Kæmpegran (Abies grandis), også kæmpe-gran, kæmpe-ædelgran eller grandis, er et op til 90 meter højt, stedsegrønt nåletræ med en vækst, som først er smalt kegleformet, men som senere bliver mere uregelmæssig og udspærret. Træet er i Danmark almindeligt plantet i parker, haver og pyntegrøntkulturer. Det bliver i Danmark op til 45 m højt.

## Beskrivelse
Grenene sidder vandret udspærret i tydeligt adskilte kranse. Barken er først olivendrøn og beklædt med fine hår, men i løbet af et års tid bliver den gråligt rødbrun. Lidt ældre grene har en gråbrun bark med tydelige, ophovnede harpiksblærer. Gamle grene og stammer får efterhånden en mørkegrå bark, som sprækker op i små firkanter.
Knopperne er små og delvist skjult af nåle. De er ægformede til cylindriske og mørkt rødviolette, beklædt med hvid harpiks. Nålene sidder i et meget fladt, kamagtigt skud. De har en dybt furet, mørkegrøn overside og en let indrullet underside med to hvide striber. De hanlige blomster er samlet i små, røde og harpiksklædte stande, som sidder øverst i kronen, mens de hunlige findes i cylindriske stande, der først er lysegrønne, senere rødbrune og til sidst (som modne kogler) brune. De vingede frø sidder to og to på hvert kogleskæl.
Rodnettet er forholdsvist svagt, og træet kan let væltes i storm. Nålene og harpiksblærerne dufter af appelsin, når de bliver ødelagt.
Højde x bredde og årlig tilvækst: 45 x 15 m (100 x 20 cm/år). Disse mål kan fx anvendes, når arten udplantes.

## Udbredelse
Kæmpegran er hjemmehørende i det vestlige Nordamerika, men er senere plantet mange steder i verden. I Danmark ret almindeligt plantet, især i hede- og klitplantager.

## Økologi
På Mount Olympus i Olympus National Park, Washington, USA, findes arten på regnrige bjerge ud mod Stillehavet, men også længere indad i landet sammen med bl.a. fjerbregne, hindbær, kambregne, linnæa, Alnus rhombifolia (en art af el), amerikansk tørst, busket bjergte, canadisk hasselurt, douglasgran, kæmpeløn, kæmpethuja, Oxalis oregana (en art af surkløver), Tiarella trifoliata (en art af skumblomst), tornpanax, vestamerikansk hemlock, vestamerikansk mahonie, vestamerikansk taks og vin-løn.

## Anvendelse
Kæmpegran hører til blandt de sundeste danske nåletræer, men er ikke fuldt vindfør eller stormfast. Kæmpegran har den højeste tilvækst i vedmasse blandt danske træer, men tilvæksten er så hurtig at vedkvaliteten er ringere end hos mange andre nåletræer.
| Portal | Portal:Botanik |

## Note
1. ↑  IDRI: Vegetation Profile of a Pseudotsuga menziesii Arkiveret 21. marts 2009 hos  Wayback Machine (engelsk)